# Neotheronia longinoi
Neotheronia longinoi är en stekelart som beskrevs av Gauld, Ugalde och Paul E. Hanson 1998. Neotheronia longinoi ingår i släktet Neotheronia och familjen brokparasitsteklar. Inga underarter finns listade i Catalogue of Life.